# 欧叙吕克
欧叙吕克（法語：Aussurucq，法語發音：[osyʁyk]）是法国大西洋比利牛斯省的一个市镇，属于奥洛龙-圣玛丽区。

## 地理
欧叙吕克（43°8'58"N, 0°56'1"W）面积47.12 平方千米，位于法国新阿基坦大区大西洋比利牛斯省，该省份为法国东南部省份，涵盖了贝阿恩与北巴斯克，西临大西洋比斯開灣，北至朗德省，东北接热尔省，东临上比利牛斯省，南与西班牙接壤。
与欧叙吕克接壤的市镇（或旧市镇、城区）包括：伊多芒迪、阿尔赛-阿尔萨贝埃蒂-叙纳雷特、贝奥尔莱吉、卡穆-锡伊格、芒迪沃、米斯屈尔迪、奥迪亚尔普、奥萨斯-叙阿尔、圣瑞斯特-伊巴尔、奥斯塔。

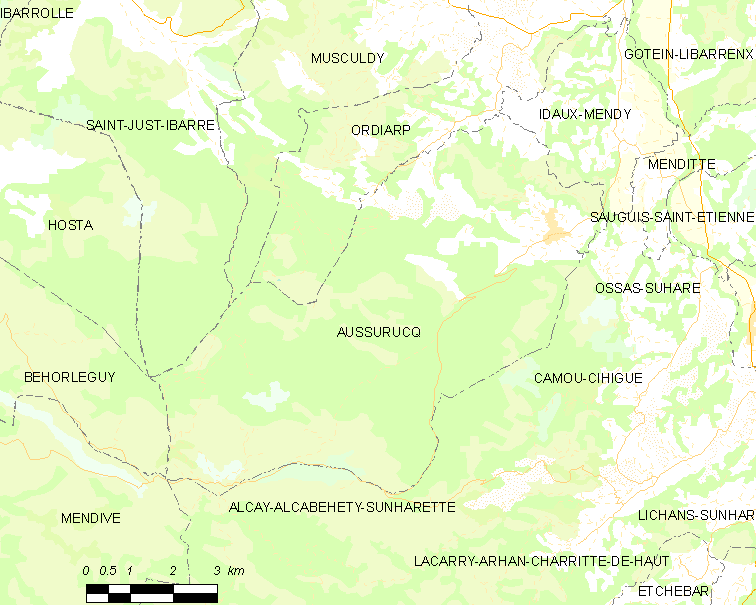
欧叙吕克的OSM定位图

欧叙吕克的时区为UTC+01:00、UTC+02:00（夏令时）。

## 行政
欧叙吕克的邮政编码为64130，INSEE市镇编码为64081。

## 政治
欧叙吕克所属的省级选区为巴斯克山地县。

## 人口

1962-2008年间欧叙吕克人口变化图示

欧叙吕克于2022年1月1日时的人口数量为235人。